# Unoprostone
Unoprostone (INN) là một chất tương tự tuyến tiền liệt. Este isopropyl của nó, unoprostone isopropyl, đã được bán trên thị trường dưới tên thương mại Rescula để điều trị bệnh tăng nhãn áp góc mở, nhưng hiện đã ngừng ở Mỹ.